# لويس نوفو
لويس نوفو (بالبرتغالية: Luís Novo‏) هو عداء مراثوني برتغالي، ولد في 29 مايو 1970 في أوليفيرا دو بايرو في البرتغال.

## وصلات خارجية
- لويس نوفو على موقع الاتحاد الدولي لألعاب القوى (الإنجليزية)
- لويس نوفو على موقع الاتحاد الأوروبي لألعاب القوى (الإنجليزية)
- لويس نوفو على موقع رابطة إحصائيات سباق الطريق (الإنجليزية)
- لويس نوفو على موقع اللجنة الأولمبية الدولية (الإنجليزية)
- لويس نوفو على موقع أوليمبيديا (الإنجليزية)